# Wolodymyr Horbulin

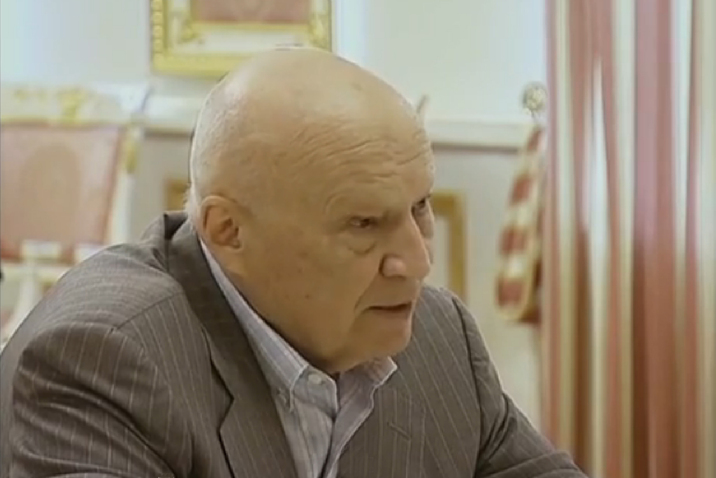
Wolodymyr Horbulin 2014

Wolodymyr Pawlowytsch Horbulin (ukrainisch Володимир Павлович Горбулін, russisch Владимир Павлович Горбулин Wladimir Pawlowitsch Gorbulin; * 17. Januar 1939 in Saporischschja, Ukrainische SSR) ist ein ukrainischer Ingenieur, Politiker und Erster Vizepräsident der Nationalen Akademie der Wissenschaften der Ukraine.

## Leben
Wolodymyr Horbulin absolvierte 1962 die Universität in Dnipropetrowsk und war anschließend bis 1976 bei KB Juschnoje in Dnipropetrowsk tätig. Von 1980 bis 1990 war er dessen Leiter. Außerdem war er bis zum Ende der Ukrainischen SSR im Stab des Zentralkomitees der Kommunistischen Partei der Ukraine tätig.
Von 1992 bis 1994 war er der erste Generaldirektor der Nationalen Raumfahrtbehörde der Ukraine
Vom 30. August 1994 bis zum 10. November 1999 und erneut vom 24. Mai 2006 bis zum 10. Oktober 2006 war Wolodymyr Horbulin Sekretär des Nationalen Sicherheits- und Verteidigungsrats der Ukraine.
Von 2007 bis 2010 war er Direktor des Instituts für Nationale Sicherheit und seit 2014 des Nationalen Instituts für strategische Studien. Seit 19. Juli 2020 ist er Aufsichtsratsmitglied des staatlichen Rüstungskonzerns Ukroboronprom.
Am 9. Oktober 2020 wurde er Erster Vizepräsident der Nationalen Akademie der Wissenschaften der Ukraine. Seine wissenschaftliche Forschungen beschäftigen sich mit der Problematik der Optimierung der Prozesse der Entwicklung und der Erprobung von Raketen- und Weltraumsystemen und den Systemen der kollektiven Sicherheit. Zudem war er leitend an der Entwicklung des nationalen Weltraumprogramms der Ukraine beteiligt.

## Ehrungen
Wolodymyr Horbulin erhielt zahlreiche Orden und Ehrungen. Darunter:
- 2021 Held der Ukraine[5]
- 2019 Orden des Fürsten Jaroslaw des Weisen 1. Klasse[1]
- 2002 Staatspreis der Ukraine im Bereich Wissenschaft und Technologie[1]
- 1997 Orden des Fürsten Jaroslaw des Weisen 5. Klasse
- 1988 Staatspreis der UdSSR[1]